# Kosak-Mamaj-Denkmal

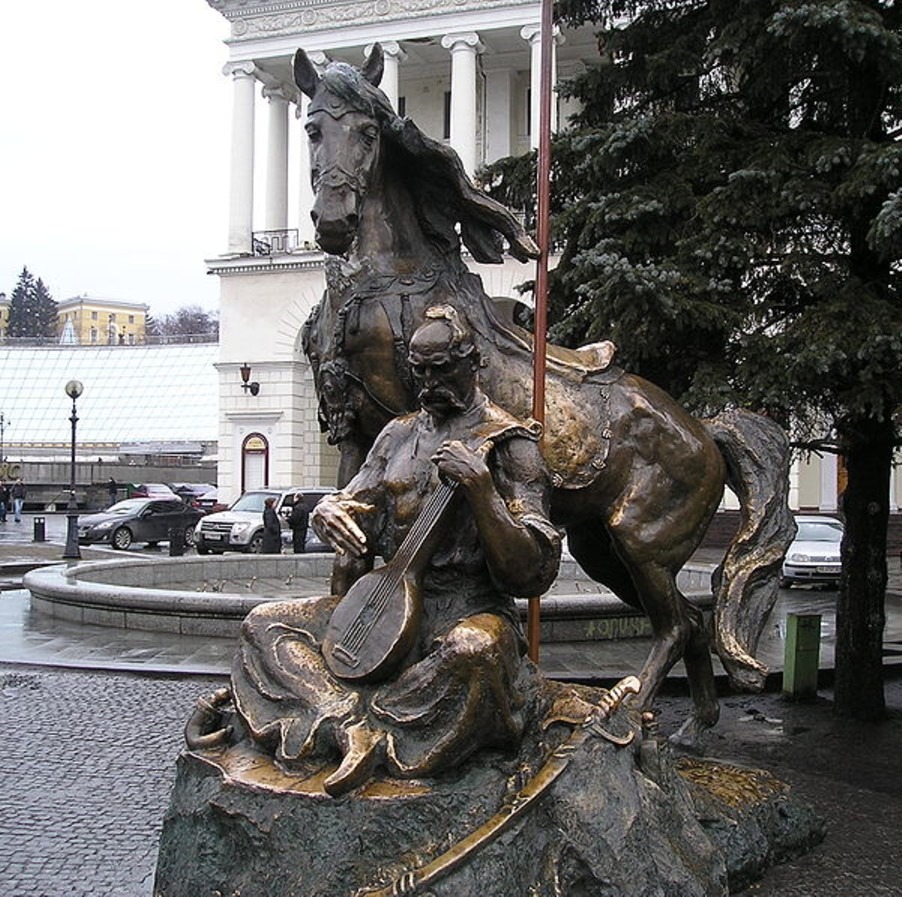
Das Denkmal des Kosak Mamaj in Kiew

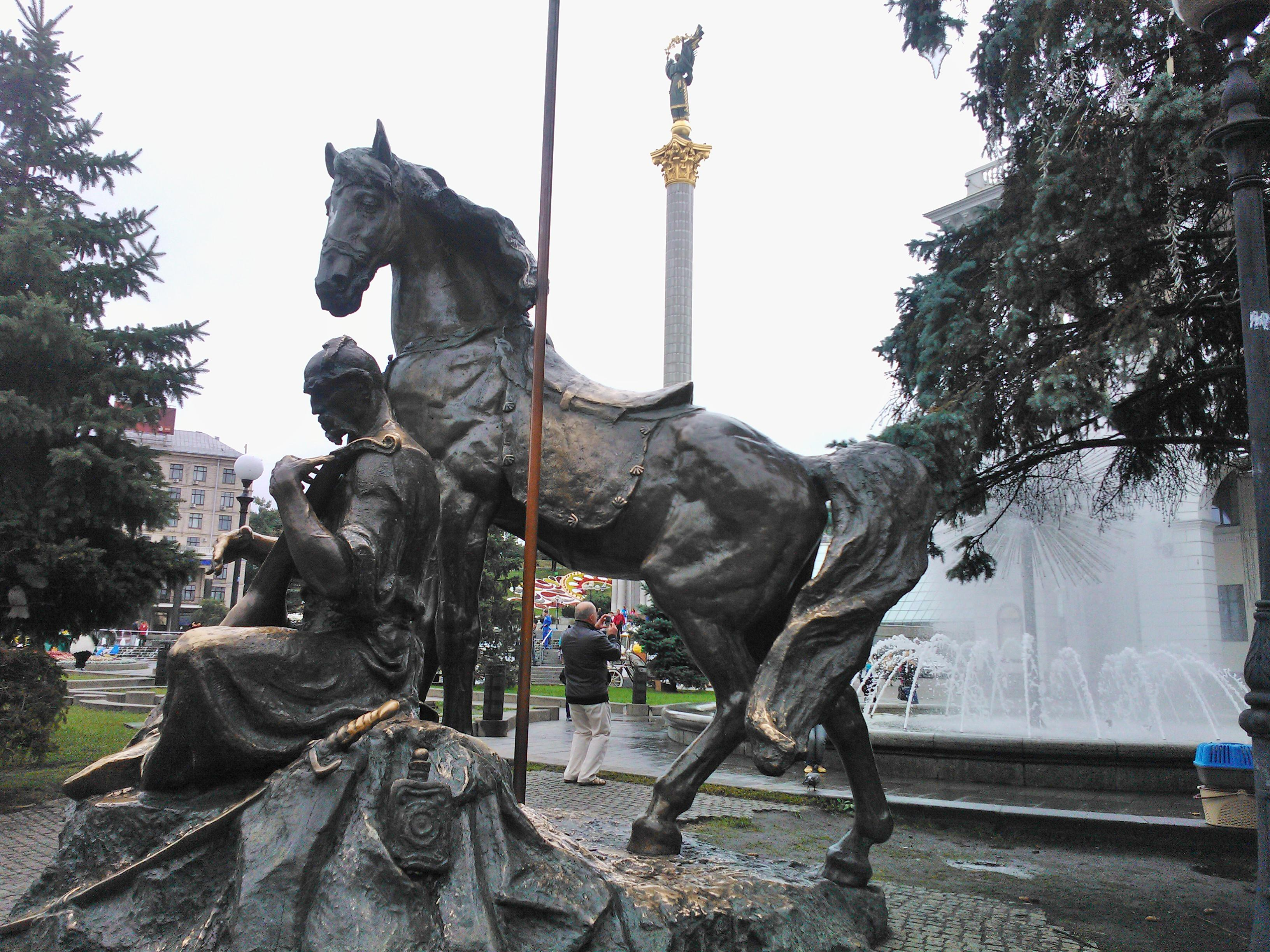
Seitenansicht des Denkmals mit dem Unabhängigkeitsdenkmal der Ukraine im Hintergrund

Das Kosak-Mamaj-Denkmal (ukrainisch Пам'ятник «Козак Мамай») ist eine Bronzeskulptur auf dem Majdan Nesaleschnosti im Zentrum der ukrainischen Hauptstadt Kiew.

## Beschreibung
Das Denkmal stellt die Nationalallegorie der Ukraine, den Kosak Mamaj, eine idealisierte Darstellung eines Kosaken, dar. Es zeigt einen Kobsa spielenden Kosaken mit seinem Pferd, einer Fahne am Fahnenmast, und daneben, auf dem Bronzesockel liegend, Säbel und Pulverhorn.

## Geschichte
Das am 14. Oktober 2001, dem jährlichen Tag der ukrainischen Kosaken, vor der Nationalen Musikakademie der Ukraine enthüllte Denkmal stammt von den Bildhauern Walentyn Snoba (Валентин Зноба) und dessen Sohn Nykolai Snoba (Николай Зноба).